# Lluís Borrassà

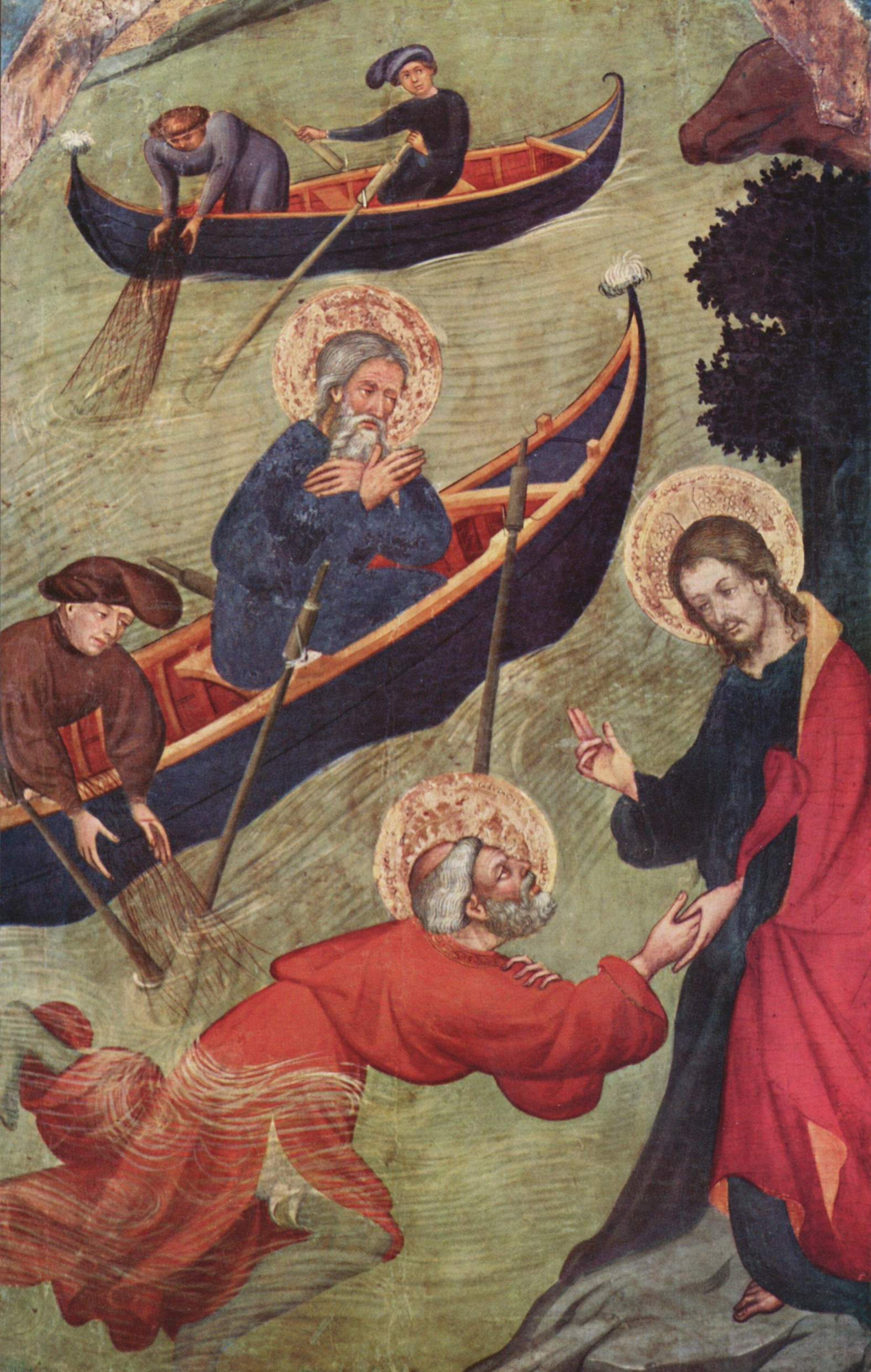
San Pedro salvado de las aguas, Santa María de Tarrasa, por Lluís Borrassà

Lluís Borrassà o Luis Borrassá (Gerona, hacia 1360-Barcelona, hacia 1425) fue un pintor de la Corona de Aragón, introductor del estilo gótico internacional en Cataluña.

## Vida
Procedía de una familia de artistas de Gerona, en cuyo taller se formó. Hacia 1383 se estableció en Barcelona, donde creó un importante taller, con ayudantes y discípulos. Estas circunstancias hacen que algunas de sus obras sean difíciles de identificar, además de desiguales en cuanto a su calidad.

## Estilo
Recoge la herencia italianizante de los hermanos Serra, a la que dota de mayor expresividad y dramatismo. Se le considera el introductor del estilo gótico internacional en Cataluña.
Pintó numerosos retablos, de cuerpos superpuestos, con un cromatismo brillante.
Influyó en artistas posteriores, como Joan Mates o Bernardo Martorell.

## Obra
Sus tres obras maestras son:

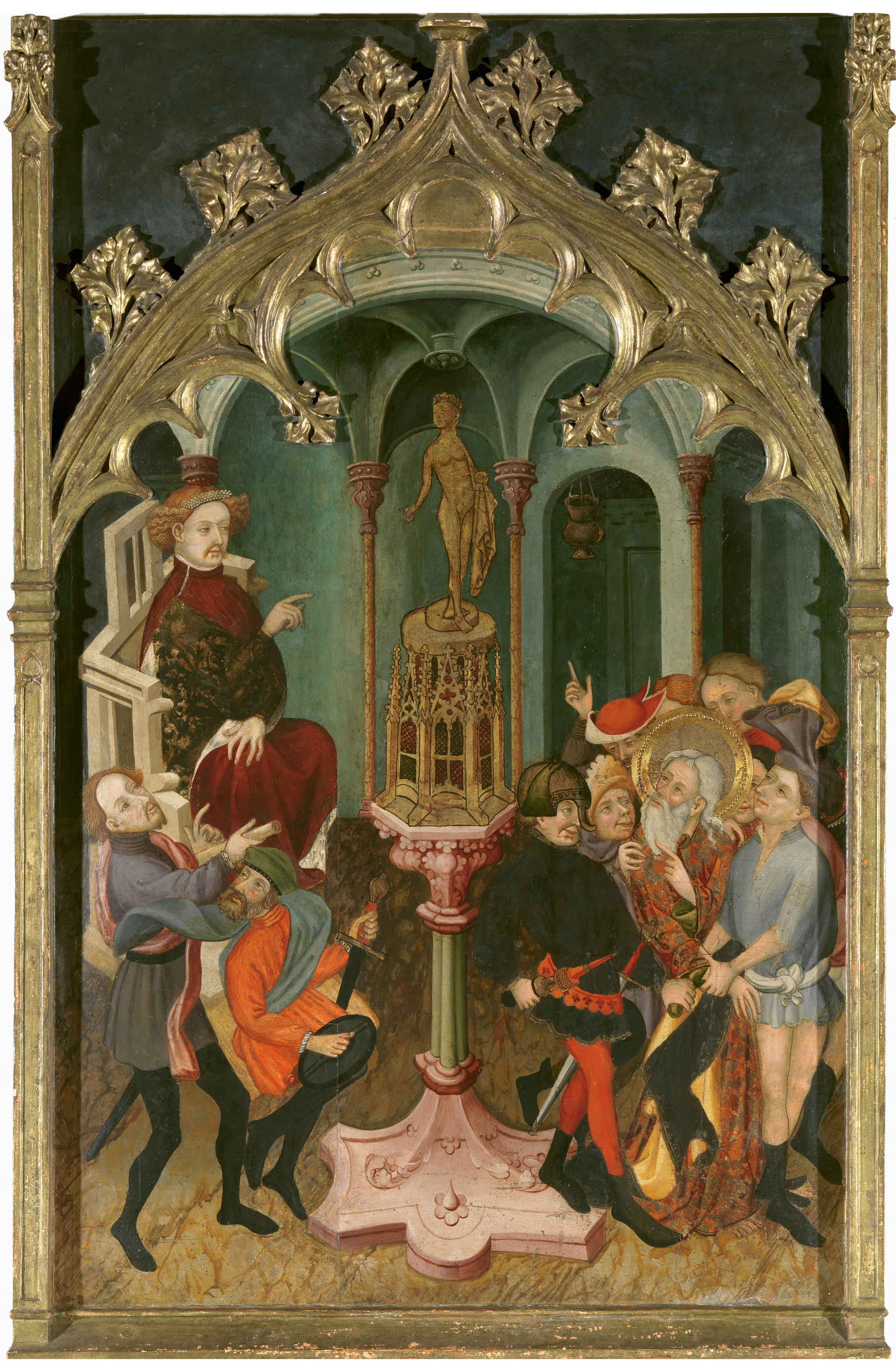
San Andrés negándose a adorar al ídolo (1400 - 1405). Museo del Prado.

- Retablo de Guardiola (1404), en la que abandona el fondo de oro tradicional.
- Retablo de Santa Clara (1414), realizado para el convento de clarisas de Vich, hoy en el Museo Episcopal de Vich.
- Retablo de San Pedro (1411-1413), Iglesia de Santa María de Egara, Tarrasa.

Otras obras:
- Retablo de la Natividad, hacia 1385-1390, Museo de Artes Decorativas de París.
- Lamento de Cristo (1410-1411). Es la tabla central del banco o predela añadida al Retablo del Espíritu Santo, hecho por Pedro Serra, Colegiata de Manresa.
- Escena de la Resurrección procedente de un retablo que ejecutó para el monasterio de Santes Creus (1411-1418), Museo Nacional de Arte de Cataluña.
- Retablo de San Juan Bautista (h. 1415-1420), Museo de Artes Decorativas, París.
- Retablo de San Miguel de Cruilles (1416), Museo de Gerona.